# Ich habe meine Zuversicht, BWV 188
Ich habe meine Zuversicht, BWV 188 (He dipositat la meva Confiança), és una cantata religiosa de Johann Sebastian Bach per al vint-i-unè diumenge després de la Trinitat, estrenada a Leipzig, probablement, el 17 d'octubre de 1728.

## Origen i context
El text és de Picander que el publicà en la tercera part del recull Ernst-Scherzhaffte und Satyrische Gedichte, l'any 1732; el coral final és la primera estrofa de l'himne Auf meinen lieben Gott. El llibret està relacionat amb l'evangeli del dia Joan (4, 47-54) que narra la guarició del fill d'un funcionari reial, com a mostra de la confiança i la fe en el poder de Jesús. La mala conservació de les fonts i, fins i tot, la pèrdua d'algunes parts –les còpies més antigues són de 1836 – va fer dubtar de l'autoria de Bach, proposant-se que era obra del seu fill Wilhelm Friedemann. Per altra banda no pot descartar-se que fos estrenada el 6 novembre de 1729. Per a aquest diumenge es conserven tres altres cantates, BWV 38, BWV 98 i BWV 109.

## Anàlisi
[Obra escrita a soprano, contralt, tenor, baix i cor; dos oboès, oboe da caccia, orgue obligat, corda i baix continu. Consta de sis números
1. Simfonia
2. Ària (tenor): Ich habe meine Zuversicht (He dipositat la meva Confiança)
3. Recitatiu (baix): Gott meint es gut mit jedermann (Déu procura el millor per a cadascú)
4. Ària (contralt): Unerforschlich ist die Weise (Inescrutable és la manera)
5. Recitatiu (soprano): Die Macht der Welt verlieret sich (Els poders terrenals s'acaben esvaint)
6. Coral: Auf meinen lieben Gott (En el meu estimat Déu)

El primer número és una simfonia instrumental de proporcions notables que, de fet, és una adaptació del tercer moviment d'un concert de violí compost a Köthen, conegut actualment per la versió per a clavecí en re menor, BWV 1052; els altres dos moviments els havia aprofitat Bach per a la cantata BWV 146. Igual que en aquesta darrera ocasió el paper de solista recau en l'orgue. Després d'aquest primer moviment ple de força i dinamisme, apareix una ària de tenor melòdica i amb cert aire de dansa –que recorda la polonesa de la sisena Suite francesa, BWV 817– en què es parla de confiança, esperança i repòs. El recitatiu de baix, número 3, està dividit en dues seccions, a la primera es recita en secco el text de Picander i a la segona, en arioso, una cita del llibre de l'Èxode (32, 26) amb un melisma sobre segne (benedicció). El número 4 és l'ària de contralt amb la part obligada de l'orgue i el violoncel, amb una escriptura sincopada i rítmica, on destaca, pel seu cromatisme, les paraules Kreuz und Pein (Creu i patiments). Un recitatiu breu i expressiu de soprano amb l'acompanyament de tota la corda, precedeix el coral final amb el text indicat amb una melodia adaptada de la cançó profana Venus du und dein Kind seid alle beide blind. Té una durada aproximada d'uns vint-i-cinc minuts.

## Discografia seleccionada
- J.S. Bach: Das Kantatenwerk. Sacred Cantatas Vol. 10. Nikolaus Harnoncourt, Concentus Musicus Wien, Tölzer Knabenchor (Gerhard Schmidt-Gaden, director), Helmut Wittek (solista del cor), Paul Esswood, Kurt Equiluz, Robert Holl. (Teldec), 1994.
- J.S. Bach: The complete live recordings from the Bach Cantata Pilgrimage. CD 49: Old Royal Naval College Chapel, Greenwich; 11 i 12 de novembre de 2000. John Eliot Gardiner, English Baroque Soloists, Monteverdi Choir, Joanne Lunn, William Towers, Paul Agnew, Gothold Schwarz. (Soli Deo Gloria), 2013.
- J.S. Bach: Complete Cantatas Vol. 19. Ton Koopman, Amsterdam Baroque Orchestra & Choir, Sibylla Rubens, Bogna Bartosz, James Gilchrist, Klaus Mertens. (Challenge Classics), 2005.
- J.S. Bach: Cantatas Vol. 49. Masaaki Suzuki, Bach Collegium Japan, Rachel Nicholls, Robin Blaze, Gerd Türk, Peter Kooij. (BIS), 2011.
- J.S. Bach: Church Cantatas Vol. 57. Helmuth Rilling, Bach-Collegium Stuttgart, Gächinger Kantorei Stuttgart, Arleen Augér, Julia Hamari, Aldo Baldin, Walter Heldwein. (Hänssler), 1999.